# 인더스트리얼 록
인더스트리얼 록(영어: Industrial rock)은 1970년대 후반에 인더스트리얼 음악과 록이 섞여 생겨난 음악 장르이다.
인더스트리얼 음악과 록 음악을 융합한 퓨전 장르다. 그것은 1970년대에 처음 시작되었으며 Throbbing Gristle, Einstürzende Neubauten 및 크롬(Chrome)과 같은 초기 실험 및 산업 활동에서 영향을 받았다. 인더스트리얼 록은 1980년대에 킬링 조크(Killing Joke), 스완스(Swans), 부분적으로 스키니 퍼피(Skinny Puppy)와 같은 아티스트의 성공으로 더욱 두드러지게 되었고 나중에 인더스트리얼 메탈로 알려진 분파 장르를 탄생시켰다. 이 장르는 1990년대에 나인 인치 네일스(Nine Inch Nails)와 마릴린 맨슨(Marilyn Manson)과 같은 행위자들의 도움으로 주류 청중이 더 쉽게 접근할 수 있게 되었다. 둘 다 플래티넘 판매 기록을 발표했다.

## 같이 보기
- 분류:인더스트리얼 록 밴드